# 120299 Billlynch
120299 Billlynch è un asteroide della fascia principale. Scoperto nel 2004, presenta un'orbita caratterizzata da un semiasse maggiore pari a 2,3165025 UA e da un'eccentricità di 0,1303205, inclinata di 6,73282° rispetto all'eclittica.